# Papon Singh
Papon Singh (bengalisch পাপন সিং, * 31. Dezember 1999 in Netrokona) ist ein bangladeschischer Fußballspieler.

## Karriere

### Verein
Papon Singh steht seit Anfang 2020 beim Uttar Baridhara Club unter Vertrag. Der Verein aus der Hauptstadt Dhaka spielte in der ersten Liga des Landes. Am Ende der Saison 2021/22 musste er mit dem Verein in die zweite Liga absteigen. Für Uttar Baridhara bestritt er bisher 48 Erstligaspiele.

### Nationalmannschaft
Papon Singh spielt seit 2021 in der Nationalmannschaft von Bangladesch. Sein Debüt im Nationaltrikot gab er am 13. November 2021 in einem Freundschaftsspiel gegen die Malediven. Bangladesch gewann das Spiel 2:1.